# Список православных храмов Узбекистана
Список православных храмов Узбекистана включает перечень православных сооружений, находящихся на территории Узбекистана. Узбекистан является частью канонической территории Русской православной церкви, и за редким исключением православные общины страны находятся в её юрисдикции.

## Действующие сооружения

### Бухарское благочиние - действующие сооружения
Благочинный — протоиерей Леонид Петров, настоятель Храма Святого Архангела Михаила в городе Бухара.
- Храм Святого Архангела Михаила в Бухаре. Освящён в 1995 году.
- Храм Святого Николая Чудотворца в Зарафшане. Освящён в 1999 году.
- Храм Святого Николая Чудотворца в Кагане. Освящён в 1968 году.
- Храм Святого Преподобного Сергия Радонежского в Навои.  Освящён в 2002 году.
- Храм Святого великомученика и целителя Пантелеимона в Нукусе. Освящён в 1995 году.
- Храм Иова Многострадального в Ургенче. Освящён в 1950 году.
- Храм Всех Святых в земле Российской просиявших в Учкудуке. Освящён в 1997 году.

### Гулистанское благочиние - действующие сооружения
Благочинный — иерей Андрей Тугушев, настоятель храма Святого Николая Чудотворца в городе Гулистан.
- Храм Святого Николая Чудотворца в Гулистане. Освящён в 1945 году.
- Храм Святого Николая Чудотворца в Джизаке. Освящён в 1947 году.
- Храм Покрова Пресвятой Богородицы в Сырдарье. Освящён в 1990 году.
- Храм Святого Николая Чудотворца в Хавасте. Освящён в 2007 году.

### Самаркандское благочиние  - действующие сооружения
Благочинный — протоиерей Роман Загребельный, настоятель Храм Покрова Пресвятой Богородицы в городе Самарканде.
- Храм Покрова Пресвятой Богородицы в Денау. Освящён в 1947 году.
- Храм Покрова Пресвятой Богородицы в Карши. Освящён в 1900 году.
- Храм Святого Владимира в Каттакургане. Освящён в 1891 году.
- Собор Святителя Алексия Московского в Самарканде. Освящён в 1910 году.
- Храм Святого Георгия Победоносца в Самарканде. Освящён в 1937 году.
- Храм Покрова Пресвятой Богородицы в Самарканде. Освящён в 1900 году.
- Храм Покрова Пресвятой Богородицы в Сырдарье. Освящён в 1896 году.
- Собор Святого Александра Невского в Термезе. Освящён в 1905 году.

### Ташкентское благочиние - действующие сооружения
Благочинный — протоиерей Игорь Балухатин, настоятель храма равноапостольного великого князя Владимира в городе Ташкенте.
- Храм Успения Пресвятой Богородицы в Алмалыке. Освящён в 1978 году.
- Храм Иконы Божией Матери «Взыскание погибших» в Ангрене. Освящён в 1995 году.
- Храм Апостола Фомы в Ахангаране. Освящён в 1998 году.
- Храм Сретения Господня в Бекабаде. Освящён в 1900 году.
- Храм Иконы Божией Матери «Всех скорбящих Радость» в Газалкенте. Освящён в 1997 году.
- Монастырь Свято-Покровский женский в Дустабаде. Освящён в 1992 году.
- Храм Святого Архангела Михаила в Жамбуле. Освящён в 1891 году.
- Храм Святых мучениц Веры, Надежды, Любови и матери их Софии в Красногорске. Освящён в 1900 году.
- Монастырь Свято-Троице-Никольский женский в Ташкенте. Освящён в 1990 году.
- Собор Успенский кафедральный в Ташкенте. Освящён в 1990 году.
- Храм Святого Александра Невского в Ташкенте. Освящён в 1902 году.
- Храм Святого Владимира в Ташкенте. Освящён в 1970 году.
- Храм Священномученика Ермогена в Ташкенте. Освящён в 1956 году.
- Монастырь Троицкий Георгиевский мужской в Чирчике. Освящён в 1996 году.
- Храм Преподобного Александра, игумена Куштского в Янги-Чиназе. Освящён в 1868 году.
- Храм Иконы Божией Матери «Взыскание погибших» в Янгиюле. Освящён в 1901 году.

### Ферганское благочиние  - действующие сооружения
Благочинный — протоиерей Владислав Чеченов, настоятель храма преподобного Сергия Радонежского в городе Фергане.
- Храм Всех Святых в Андижане. Освящён в 1957 году.
- Храм Казанской Иконы Божией Матери в Коканде. Освящён в 1951 году.
- Храм Святого Праведного Иоанна Кронштадтского в Кувасае. Освящён в 1990 году.
- Храм Святого Архангела Михаила в Намангане. Освящён в 1952 году.
- Храм Преподобного Сергия Радонежского в Фергане. Освящён в 1952 году.

## Недействующие и снесённые сооружения

### Бухарское благочиние - недействующие сооружения
- Храм Святого Александра в Бухаре. Освящён в 1860 году. Закрыт в 1875 году. Снесен.

### Гулистанское благочиние - недействующие сооружения
- Храм Святого Николая Чудотворца в Джизаке. Освящён в 1900 году. Закрыт в 1930 году. Не снесён. Храм не возвращен до сих пор.

### Самаркандское благочиние - недействующие сооружения
- Храм Святого Александра Невского в Самарканде. Освящён в 1899 году. Закрыт 1954. Снесён.
- Храм Святого Георгия Победоносца в Самарканде. Освящён в 1882 году. Закрыт в 1950 году. Храм не возвращен до сих пор.
- Храм Святого Николая Чудотворца в Самарканде. Освящён в 1891 году. Закрыт в 1924 году. Не снесён. Храм не возвращен до сих пор.

### Ташкентское благочиние - недействующие сооружения
- Монастырь Николаевский общежительный мужской в Ташкенте. Освящён в 1894 году. Закрыт в 1922 году.  Снесен.
- Собор Иосифо-Георгиевский в Ташкенте.  Освящён в 1868 году. Закрыт в 1931 году. Снесён в 1995 году.
- Собор военный Спасо-Преображенский в Ташкенте. Освящён в 1888 году. В 1935 году собор был взорван.
- Храм Благовещенский в Ташкенте. Освящён 1899 году. Закрыт в 1930 году. Снесен.
- Храм Покрова Пресвятой Богородицы при Кадетском корпусе в Ташкенте. Освящён в 1905 году. Закрыт в 1930. Здание используется как корпус клиники
- Храм Святого Николая Чудотворца в Ташкенте. Освящён 1890 года. Закрыт в 1931 году. Снесён.
- Храм Святого Пантелеймона в Ташкенте. Освящён 1879 года. Перестроен в 1990 году.
- Храм Святого Сергия Радонежского в Ташкенте. Освящён 1897 году. Закрыт в 1930 году. Снесён.
- Храм Святых Апостолов Петра и Павлав Ташкенте. Освящён 1879 году. Закрыт в 1966 году. Снесён.
- Часовня Святого Георгия Победоносца в Ташкенте. Освящёна в 1866 году. Закрыта в 1931 году. Здание сохранилось.

### Ферганское благочиние - недействующие сооружения
- Храм Святого Николая Чудотворца в Андижане. Освящён в 1900 году. Закрыт в 1932 году. Здание не используется.
- Храм Святого Сергия Радонежского в Андижане. Освящён в 1896 году. Закрыт в 1930 году. Снесён.
- Часовня Святого Георгия Победоносца в Андижане. Освящена в 1899 году. Закрыта в 1931 году. Здание сохранилось.
- Храм Святого Николая Чудотворца в Коканде. Освящён в 1905 году. Закрыт в 1930. Снесён.
- Храм Святых Равноапостольных Константина и Елены в Коканде. Освящён в 1876 году. Снесён.
- Храм Святого Архангела Михаила в Намангане. Освящён в 1894 году. Закрыт в 1930. Снесён.
- Храм Святого Александра Невского в Фергане. Освящён в 1899 году. Закрыт в 1930 году. Снесён.
- Храм Святого Николая Чудотворца в Фергане. Освящён в 1910 году. Закрыт в 1930 году. Снесён.
- Часовня Святого Александра Невского в Фергане. Освящёна в 1892 году. Закрыта в 1931 году. Здание сохранилось.